# Anteros von Alexandria
Anteros von Alexandria (auch Apollonios von Alexandria) war ein griechischer Grammatiker. Er lebte im 1. Jahrhundert zur Zeit des Claudius in Rom, war ein Zeitgenosse von Herakleides Pontikos dem Jüngeren und Schüler des Grammatikers Apion. Er verfasste ein Werk über Grammatik in zwei Büchern (Περὶ γραμματικῆς).